# Giorgio Canuto
Giorgio Canuto (Torino, 3 giugno 1897 – Torino, 29 ottobre 1960) è stato un esperantista italiano.

## Biografia
Laureato in medicina e giurisprudenza, professore di medicina legale nelle università di Parma e di Torino, fu il trentesimo rettore dell'Università di Parma, dal 1º novembre 1950 al 1º novembre 1956. Fu perito legale in famosi casi giudiziari, come in quello riguardante Ettore Grande.

### Ruolo nel movimento esperantista
Canuto si interessò alla lingua esperanto a partire dal 1925; iniziò presto ad insegnare la lingua, e divenne presidente del Gruppo esperantista torinese. Nel 1928 divenne vicepresidente della Federazione esperantista italiana.
Nel 1929-30 tenne un corso di esperanto per radio, a Torino. Nel dopoguerra tenne varie conferenze nella Università Estiva Internazionale che si tiene annualmente durante i congressi mondiali di esperanto.
Ricoprì importanti cariche di Presidente della Federazione esperantista italiana (1950-1960) e dell'Associazione universale esperanto (1956 - 1960). Morì mentre ancora ricopriva quest'ultima carica, una delle più importanti dell'esperantismo mondiale. Fu membro dell'Akademio de Esperanto.
A lui è intitolato un premio annuale dell'università di Parma per la migliore tesi di laurea in interlinguistica ed esperantologia. Nel 2021 il 'Premio Giorgio Canuto' è giunto alla dodicesima edizione. Il premio è stato dedicato al Prof. Canuto in quanto egli incarna al meglio temi quali il diritto alla lingua materna, la democrazia linguistica, la tutela delle minoranze linguistiche, l'importanza di una lingua internazionale. Il fondatore del Premio 'G. Canuto' è Davide Astori, Professore di Linguistica Generale presso l'Università degli Studi di Parma.

## Onorificenze
In suo onore è stata fondata la Fondazione Canuto che, in seno all'Associazione universale esperanto, favorisce l'adesione all'associazione da parte di individui provenienti da paesi economicamente arretrati.